# John Howe
John Howe (Vancouver, 21 de agosto de 1957) es un importante ilustrador canadiense de libros y películas, conocido principalmente por sus trabajos basados en la obra de J. R. R. Tolkien.
Howe y Alan Lee fueron los ilustradores principales en la trilogía de películas de El Señor de los Anillos de Peter Jackson. También ha re-ilustrado los mapas de El Señor de los Anillos, El hobbit y El Silmarillion entre 1996 y 2003.
Sin embargo, su trabajo no se limita a la obra de Tolkien. Ha ilustrado muchos libros de fantasía, como los de Robin Hobb, o dibujado sobre la leyenda anglosajona de Beowulf. Ha contribuido a la adaptación de la película The Chronicles of Narnia: The Lion, the Witch and the Wardrobe de la obra homónima de C. S. Lewis. En 2005, una edición limitada de la novela Choque de reyes, de George R. R. Martin, fue publicada por Meisha Merlin Publishing, incluyendo varias ilustraciones de Howe.
Su último trabajo con Peter Jackson es la adaptación cinematográfica de El hobbit, formando equipo una vez más con Alan Lee como diseñador conceptual del mundo de Tolkien.